# Kilpisjärvi (miejscowość)
Kilpisjärvi to jedna z większych wsi w gminie Enontekiö w Laponii w Finlandii. Wieś położona jest nad brzegiem jeziora Kilpisjärvi, wzdłuż szosy E8 w północno-zachodniej części kraju, niedaleko granicy ze Szwecją oraz Norwegią. W pobliżu miejscowości znajduje się jedno z najwyższych wzniesień Finlandii, góra Saanatunturi. Od najbliżej położonego zasiedlonego punktu, norweskiej wioski Skibotn dzieli Kilpisjärvi około 50 km. Dużą część mieszkańców wsi stanowi rdzenna ludność (Saamowie).